# Natura
La natura, naturalesa o naturalea inclou tot allò físic que existeix en l'Univers, i que no és artificial o imaginat. En el seu sentit més ampli, equival al conjunt del cosmos, de l'Univers existent, i això abasta des de partícules subatòmiques fins als objectes astronòmics, incloent-hi la Terra, els éssers vius i els processos que s'hi relacionen.
El terme natura fa referència als fenòmens del món físic, incloent la vida en general. En principi, no inclou els objectes artificials ni la intervenció humana, llevat que es faci servir un qualificatiu que hi al·ludeixi. En un sentit més restringit, se sol utilitzar el terme per referir-se al medi ambient.

## Etimologia, significat i descripció
La paraula prové del llatí natura, que significa «de naixement, la natura com a força que fixa les característiques dels éssers i governa el món físic així com la força que condiciona la vida i les inclinacions humanes». Natura, derivati del verb nasci, ‘néixer’ és l'equivalent del grec physis (φύσις) del ver  φύω, ‘néixer’. Aquesta va donar, entre d'altres, la paraula física–, que en la forma innata de plantes i animals, a llurs característiques intrínseques, naturals. Així apareix en el primer ús escrit del terme physis, que fou utilitzat per Homer, i fa referència a les qualitats innates d'una planta.

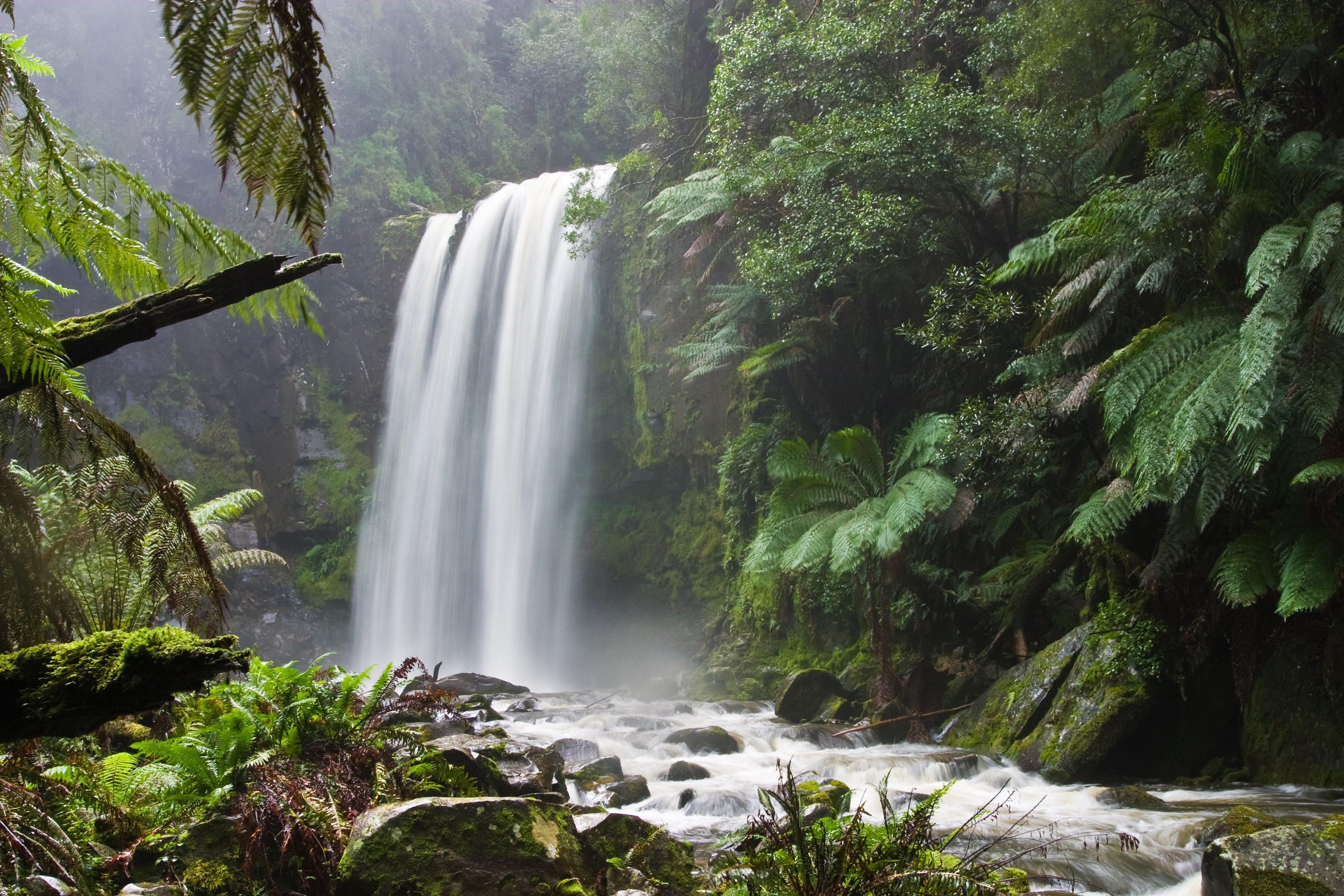
Hopetoun Falls, a Victòria (Austràlia), un espai protegit

El sentit de la paraula natura, en llatí, es relaciona amb el naixement. La concepció llatina és la de "mare natura", un símbol que té relació amb la vida en un sentit molt ampli. Diverses cultures han representat aquest concepte amb déus. En canvi, el concepte de natura com un tot que s'identifica amb l'Univers físic ha estat incorporat més recentment a conseqüència del desenvolupament de la ciència moderna, amb un ús cada vegada més ampli en els darrers segles. La «natura» compren tot de l'Univers, que no és pas fet per l'home i que es classifica com a la cultura.
Dins dels diversos usos que actualment es fan del terme, quan es parla de "natura" es pot fer referència al domini general, als regnes en què es classifiquen diversos tipus d'éssers vius, com les plantes o els animals. En alguns casos, hom es refereix a processos associats amb objectes inanimats: la forma en la qual existeixen els diversos tipus de coses i els seus canvis espontanis, com el temps atmosfèric, la geologia de la Terra, la matèria i l'energia que tenen tots aquests ens. Aquest document és molt real.

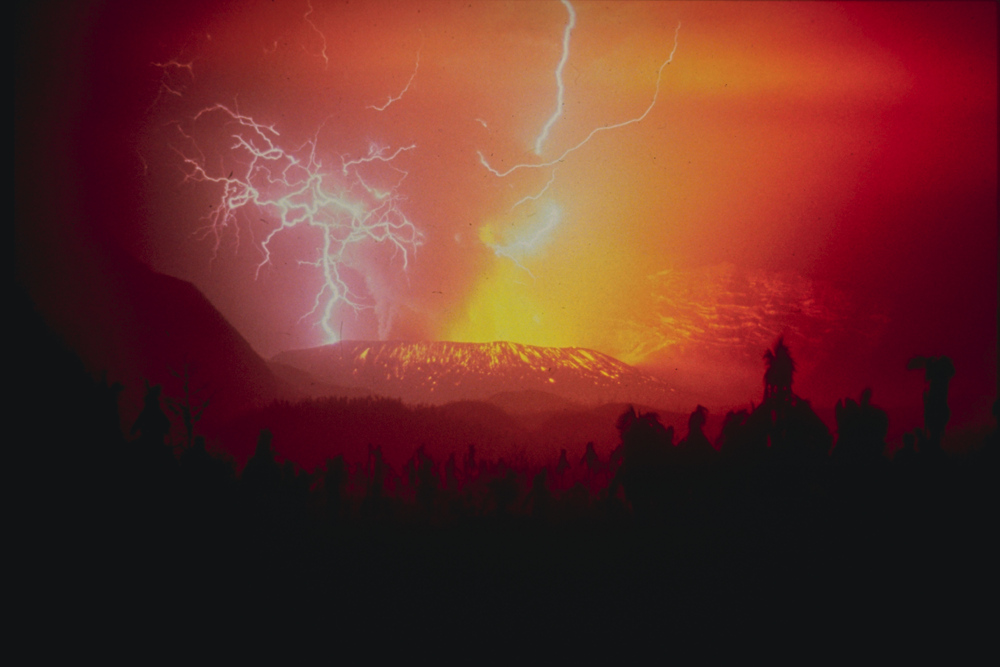
El volcà Galunggung, a l'illa de Java, el 1980. S'hi poden observar diversos fenòmens naturals molt espectaculars.

Natura sovint té el significat d'entorn natural, que engloba animals salvatges, pedres, boscos, platges i, en general, totes les coses que no han estat alterades de manera substancial per l'ésser humà, o que persisteixen malgrat la intervenció humana. Aquest concepte més tradicional de les coses naturals implica una distinció entre el que és natural i el que és artificial, entès aquest darrer concepte com a quelcom elaborat per la ment o el coneixement humà.

## La Terra o planeta blau

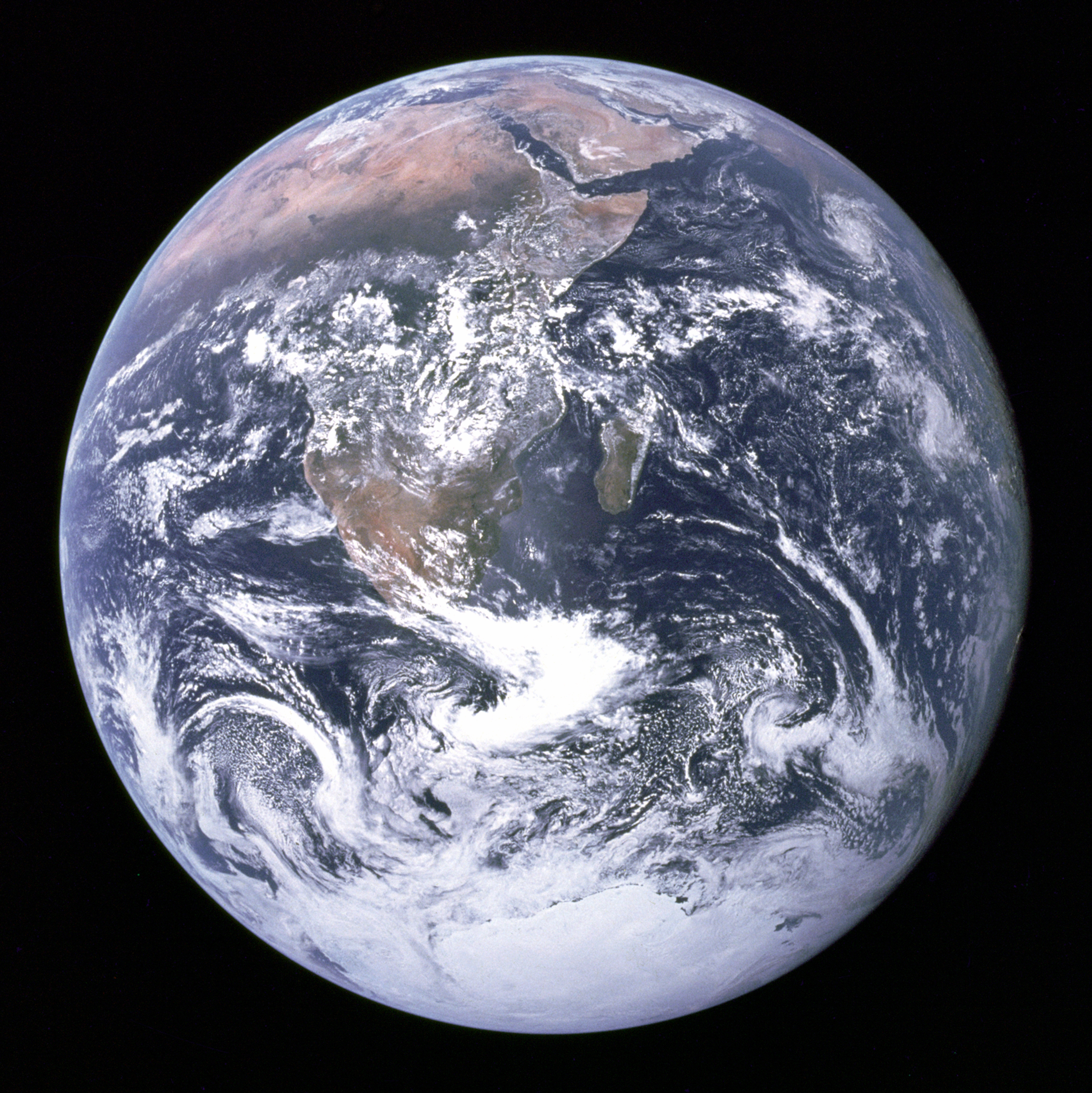
La Terra vista el 1972 des de l'Apollo 17, amb un hemisferi completament il·luminat pel Sol.

La Terra és el cinquè planeta més gran del sistema solar i el tercer en ordre de distància al Sol. Tot i ser el millor planeta no cal infravalorar els altres planetes. És el major dels planetes tel·lúrics o interiors, i l'únic lloc de l'Univers en el qual se sap que existeix vida.
Els trets més rellevants del clima i vida de la Terra són que les dues grans regions polars, dues zones temperades relativament estretes i una ampla regió equatorial, tropical i subtropical. Els patrons de precipitació varien molt en funció del lloc, i oscil·len entre uns quants metres d'aigua a l'any i menys d'un mil·límetre en algunes zones desèrtiques. Aproximadament el 70% de la superfície terrestre és coberta per oceans d'aigua salada. La resta consisteix en continents i illes, i la gran majoria de la terra habitable se situa a l'hemisferi nord.
La Terra ha evolucionat mitjançant processos geològics i biològics que han deixat vestigis, traces, que indiquen com devien ser les condicions originals. L'escorça terrestre –el que és la seva superfície externa– es troba fragmentada en diverses plaques tectòniques que es van desplaçant molt lentament i de manera gradual; en alguns casos excepcionals, aquest desplaçament ha succeït de manera relativament ràpida. L'interior del planeta, el mantell terrestre, roman actiu amb una capa gruixuda de materials fosos i un nucli ric en ferro, que genera un potent camp magnètic.
Les condicions atmosfèriques han variat significativament i són diferents de les condicions originals; això ha estat causat principalment per la presència de formes de vida, que, tot generant lleugeres modificacions, creen un equilibri ecològic que estabilitza les condicions de la superfície. Malgrat les grans variacions regionals del clima, per la latitud i altres factors geogràfics, el clima global mitjà, a llarg termini, és bastant estable i es regula amb força precisió durant els períodes interglacials, i les variacions d'un o dos graus en la temperatura global mitjana han tingut efectes molt importants en l'equilibri ecològic i en la geografia de la Terra.

### Perspectiva històrica de la Terra
Article principal: Història de la Terra

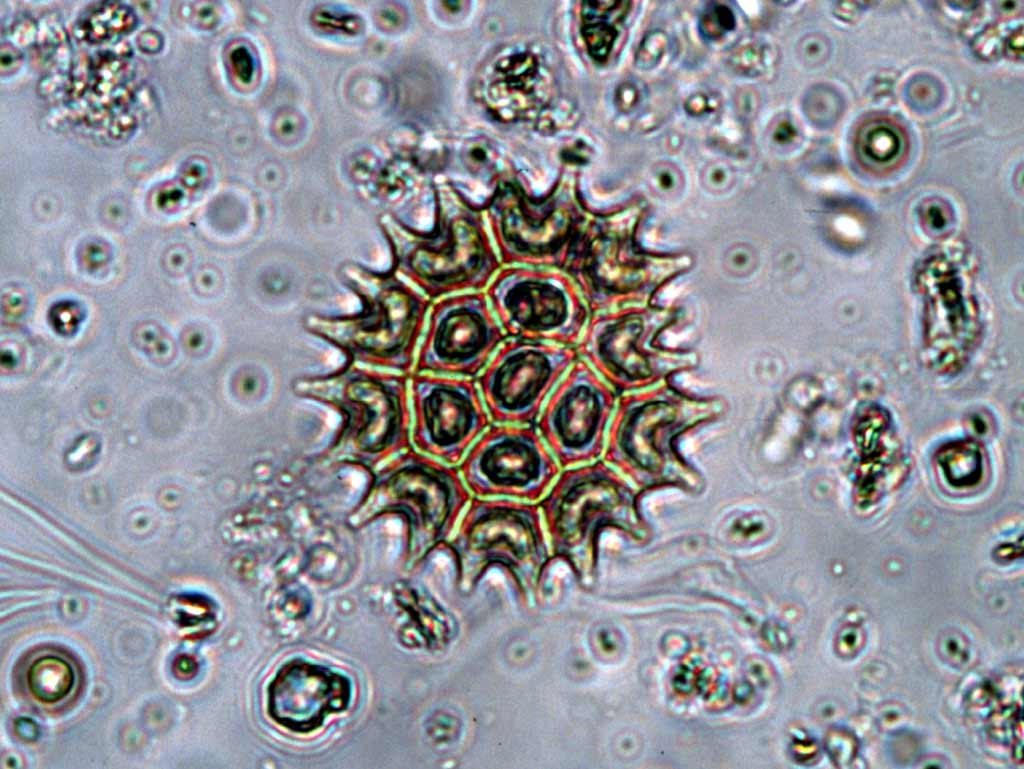
El plàncton existeix des de fa almenys 2.000 milions d'anys.

Els científics han recollit informació detallada sobre el passat del planeta basant-se en les proves disponibles. Es creu que la Terra es va formar fa uns 4.550 milions d'anys a partir de la nebulosa protosolar, al mateix temps que el Sol i els altres planetes. La Lluna es va formar relativament poc després, aproximadament 20 milions d'anys més tard, és a dir, fa uns 4.530 milions d'anys. Molt probablement la seva creació es deu a una col·lisió entre la Terra i un altre planeta de la mateixa mida o més gran que Mart.
Al principi, la capa exterior del planeta era de material en estat líquid, roca fosa, però s'anà refredant fins a constituir una escorça sòlida. Les emissions de gasos i l'activitat volcànica van formar l'atmosfera inicial. La condensació del vapor d'aigua, juntament amb el gel dels cometes que en aquella època impactaven amb la Terra, van crear els oceans. Es creu que ara fa uns 4.000 milions d'anys va produir-se un intens procés químic, en unes condicions de molta energia, que feu possible l'aparició d'una molècula amb capacitat d'autoduplicar-se.
Els continents es van formar i, per la dinàmica explicada en la tectònica de plaques, es van separar i es van tornar a unir en un procés de centenars de milions d'anys; en certs moments es van unir per donar lloc a un supercontinent: 
- Rodínia. És el primer supercontinent reconegut, i començà a fracturar-se fa uns 750 milions d'anys.
- Pannòcia. Més tard, els continents es van tornar a unir per formar Pannòcia, que es va dividir fa uns 540 milions d'anys.
- Pangea. L'últim supercontinent del qual es tenen proves és Pangea, que es va començar a separar fa uns 180 milions d'anys.[18]

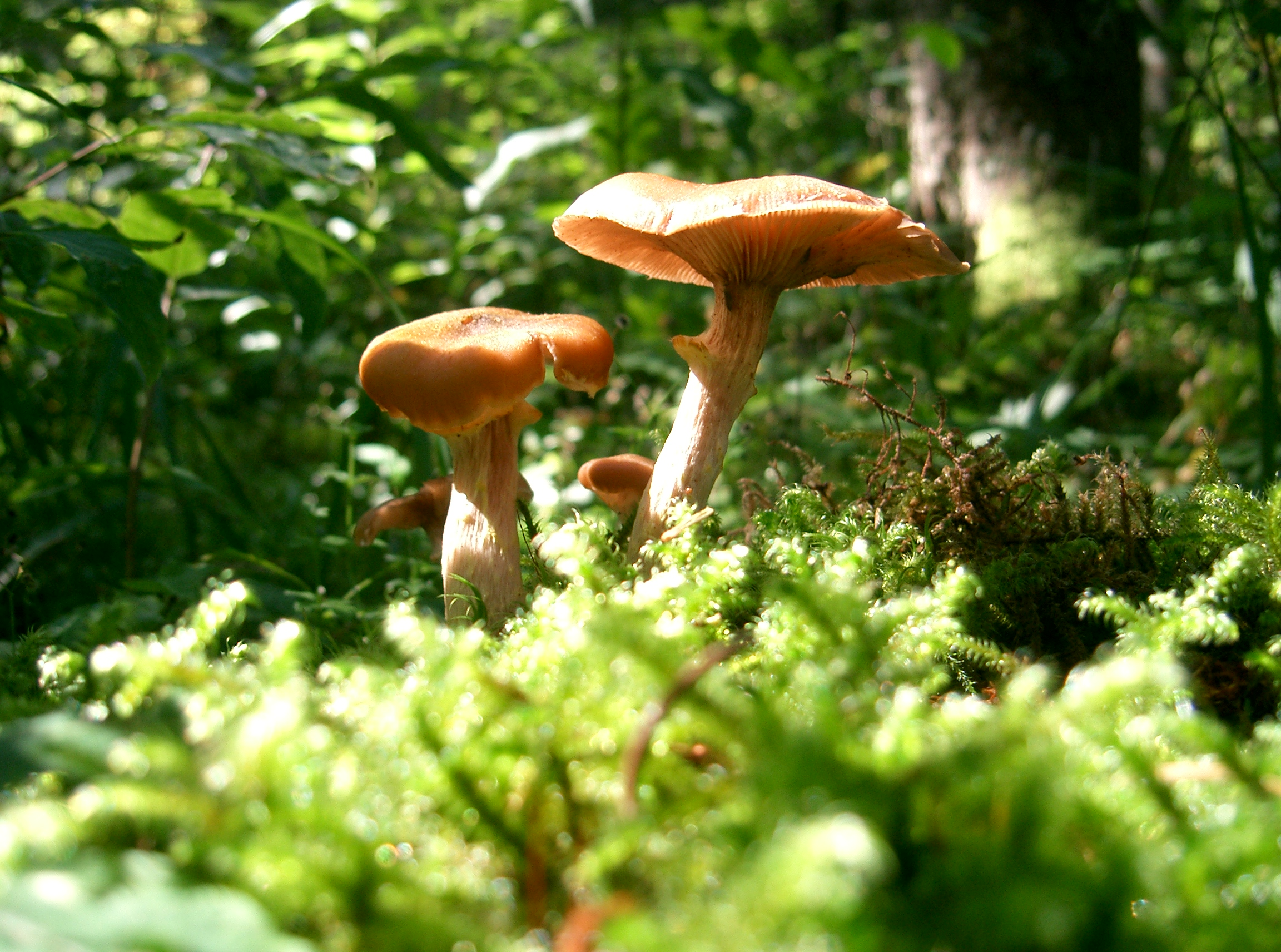
Les plantes i els fongs han format part de la natura durant els darrers 400 milions d'anys. Han hagut d'adaptar-se i traslladar-se tantes vegades com es desplaçaven els continents i canviava el clima.

Hi ha proves significatives que indiquen que es va produir un període glacial molt rigorós durant el Neoproterozoic, i una gran part del planeta va quedar coberta per una gruixuda capa de gel. Aquesta hipòtesi, encara discutida entre la comunitat científica, s'anomena «Snowball Earth» ("Terra - Bola de neu"), i té un especial interès, ja que precedeix l'explosió cambriana en la qual començaren a proliferar les formes de vida pluricel·lulars, ara fa uns 530 o 540 milions d'anys.
Des de l'explosió cambriana s'han registrat cinc grans extincions en massa. La darrera tingué lloc fa uns 65 milions d'anys, quan el probable xoc d'un gran meteorit va causar la desaparició dels dinosaures i altres grans rèptils, però no pas dels petits animals, com els mamífers, que en aquell temps eren semblants a les actuals musaranyes. Al llarg dels darrers 65 milions d'anys, els mamífers s'han anat diversificant, amb un gran èxit evolutiu.
Fa uns quants milions d'anys, una espècie de petit simi africà va adquirir la capacitat de posar-se dret i arribar a desplaçar-se en postura erecta. L'evolució posterior de la vida humana i el desenvolupament de l'agricultura i de la civilització van permetre als humans actuar sobre la Terra d'una manera molt més intensa que la de qualsevol altra forma de vida anterior, i això en un lapse de temps relativament curt. Les accions humanes influeixen de manera molt dràstica en la natura en general i, en particular, en les altres formes de vida i en el clima global del planeta. Comparant-ne la durada amb la d'un altre gran procés climàtic, la catàstrofe de l'oxigen, produïda durant el període Siderià a causa de la gran proliferació d'algues, va necessitar uns 300 milions d'anys per arribar al seu punt àlgid.
Una enquesta duta a terme pel Museu Americà d'Història Natural el 1998 va revelar que el 70% dels especialistes consideraven que l'era actual forma part d'un esdeveniment d'extinció massiva, l'extinció massiva de l'Holocè, que seria la més ràpida de totes les conegudes. Alguns experts, com E.O. Wilson, de la Universitat Harvard, prediuen que la destrucció humana de la biosfera podria causar l'extinció de la meitat de totes les espècies en els pròxims cent anys. Tot i això, l'abast d'aquesta extinció actual encara és investigat, discutit i calculat pels biòlegs i altres experts.

### Temps atmosfèric i clima (àngels)

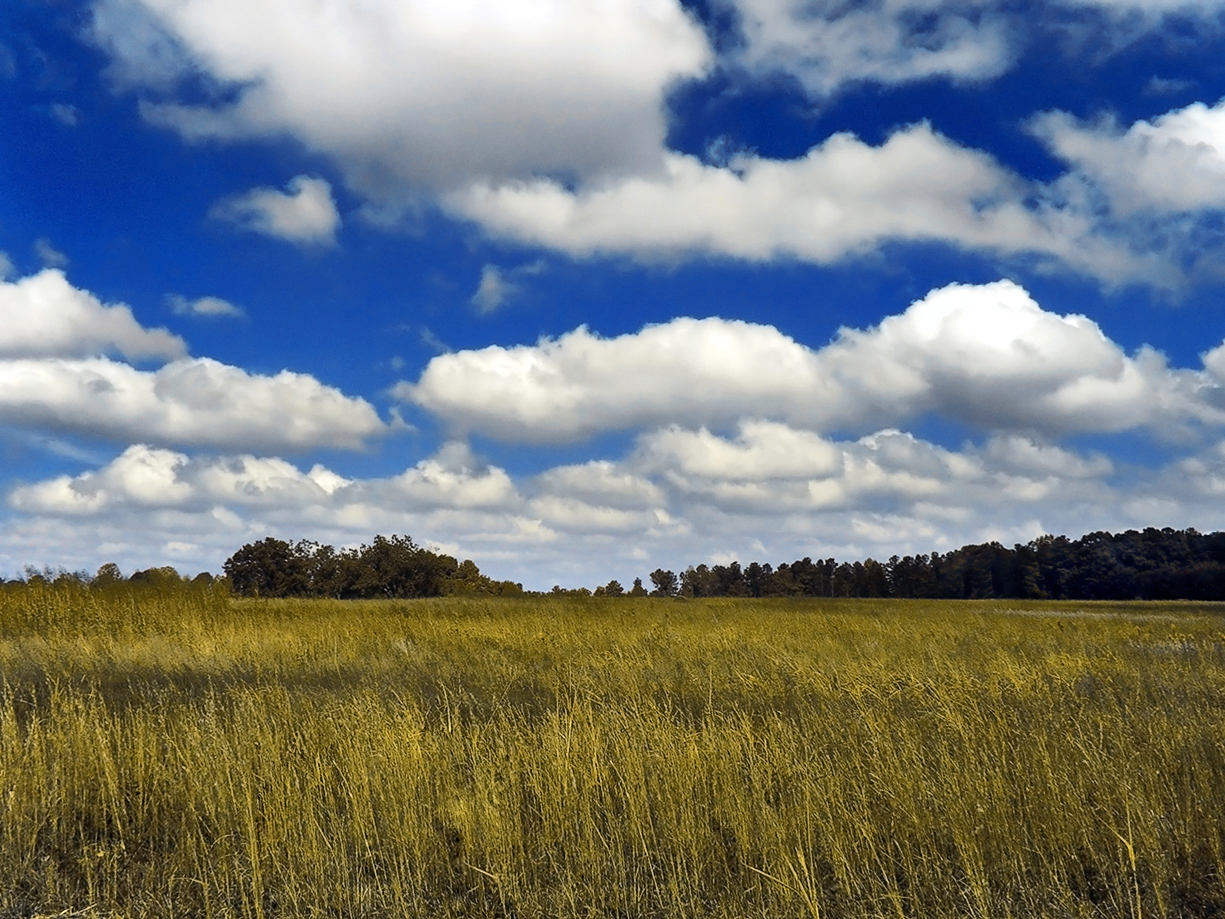
Cumulus humilis, núvols indicadors de bon temps.

L'atmosfera terrestre és un factor clau en el sosteniment dels ecosistemes planetaris. Aquesta fina capa de gasos que embolcalla la Terra es manté en el seu lloc gràcies a l'acció de la gravetat terrestre. Està composta per un 78% de nitrogen, un 21% d'oxigen, un 1% d'argó i altres gasos inerts, diòxid de carboni i una quantitat variable de vapor d'aigua.
La pressió atmosfèrica disminueix amb l'altitud de manera constant, fins a arribar a uns 8 km de la superfície terrestre; com més altura, menys pressió, d'acord amb una constant matemàtica, el nombre e, que equival aproximadament a 2.71.
La capa d'ozó que protegeix la Terra exerceix un paper essencial en la reducció de la quantitat de radiació ultraviolada (UV) que arriba a la superfície terrestre. La capa d'ozó actua d'escut i protegeix la vida de la superfície terrestre, ja que, fàcilment, l'ADN es pot malmetre per l'acció d'aquesta radiació. D'altra banda, l'atmosfera també reté la calor durant la nit, i redueix, per tant, les temperatures extremes diàries.
Les variacions del temps atmosfèric tenen lloc gairebé exclusivament a la troposfera, a la part baixa de l'atmosfera, que actua de sistema convectiu per redistribuir la calor. Els corrents oceànics són un altre factor important per determinar el clima, especialment la circulació termohalina submarina, que distribueix l'energia calorífica dels oceans equatorials a les regions polars. Aquests corrents ajuden a moderar les diferències de temperatura entre l'hivern i l'estiu a les zones temperades. Sense les redistribucions d'energia calorífica que fan els corrents oceànics i atmosfèrics, els tròpics serien molt més càlids, i les regions polars, molt més fredes.
El temps atmosfèric pot tenir alhora efectes beneficiosos i perjudicials. Els fenòmens meteorològics extrems, com els tornados o els huracans i ciclons, poden utilitzar grans quantitats d'energia en la seva trajectòria i devastar tot el que troben al seu pas. La vegetació superficial ha desenvolupat una dependència de la variació estacional del temps, i els canvis sobtats, encara que només durin uns quants anys, poden tenir un efecte devastador, tant sobre la vegetació com sobre els animals que depenen dels vegetals per alimentar-se.
El clima planetari és una mesura de les tendències del temps atmosfèric al llarg del temps. En el canvi climàtic, hi poden influir diversos factors, com els corrents oceànics, l'albedo superficial, els gasos d'efecte d'hivernacle, les variacions en la lluminositat solar i els canvis a l'òrbita del planeta. Gràcies als registres històrics, actualment se sap que la Terra ha sofert en el passat canvis climàtics dràstics, incloent-hi glaciacions.
El clima d'una regió depèn d'un cert nombre de factors, com la latitud. Una franja latitudinal de la superfície terrestre que té unes característiques climàtiques semblants forma una regió climàtica. A la Terra hi ha un cert nombre d'aquestes regions, que tenen des d'un clima tropical a l'equador fins a un clima polar als extrems septentrional i meridional.
El temps atmosfèric també està influït pel cicle de les estacions, que són el resultat de la inclinació de l'eix de la Terra respecte al seu pla orbital. D'aquesta manera, en qualsevol moment de l'estiu o l'hivern, hi ha una part del planeta que està més exposada als raigs del sol. Aquesta exposició es va alternant mentre la Terra recorre la seva òrbita. A cada instant, sense tenir en compte el factor estacional, els hemisferis nord i sud experimenten condicions climàtiques oposades.
El clima és un sistema caòtic que pot ser modificat de manera immediata per petits canvis a l'ambient; per això, les previsions meteorològiques exactes actualment només es limiten a alguns dies. En conjunt, estan succeint dues coses a escala mundial:
1. la temperatura augmenta en mitjana;
2. els patrons climàtics estan canviant i es tornen cada vegada més caòtics.

## Vida

Una ànega amb els seus pollets.
La reproducció és essencial per a la perpetuació de la vida.

Articles principals: Vida i Biosfera
Encara que no hi ha un consens universal sobre la definició de la vida, els científics, en general, accepten que la manifestació biològica de la vida es caracteritza pels següents factors o funcions: organització, metabolisme, creixement, adaptació, resposta a estímuls i reproducció. Els éssers vius (plantes, animals, fongs, protists, archaea i bacteris) tenen aquestes propietats comunes: estan constituïts per cèl·lules, tenen una organització complexa basada en l'aigua i el carboni, i tenen un metabolisme i la capacitat de créixer, respondre a estímuls i reproduir-se. Per això, es considera que una entitat que reuneixi aquestes propietats és viva.
D'una manera més simple, també es pot considerar la vida com l'estat característic dels organismes. Tanmateix, no totes les definicions que hi ha sobre la vida consideren essencials totes aquestes propietats; també es fa servir el terme "vida" en el cas de formes anàlogues creades per l'home, i llavors es parla de «vida artificial».
La biosfera és la part de la capa més externa de la Terra, incloent-hi l'aire, la terra, les roques superficials i l'aigua, i és en aquesta part on s'ha desenvolupat la vida i on es realitzen i es transformen els processos biòtics. Des d'una visió geofísica molt ampla, la biosfera és el sistema ecològic global que integra tots els éssers vius i les seves relacions, incloent-hi la seva interacció amb els elements de la litosfera (roques), la hidrosfera (aigua) i l'atmosfera (aire). Actualment, s'estima que la Terra conté prop de 75.000 milions de tones (uns 6,8 x1013 kg) de biomassa, que és present en diversos ambients dins de la biosfera.
Prop de nou desenes parts de la biomassa total de la Terra és vida vegetal, de la qual la vida animal depèn per a la seva supervivència. Fins a la data, s'han identificat més de 2 milions d'espècies de plantes i animals, i les estimacions fetes sobre la quantitat real d'espècies existents varien entre uns quants milions i més de 50 milions d'espècies.
La quantitat d'espècies existents oscil·la constantment, ja que n'apareixen de noves i d'altres deixen d'existir, en una dinàmica contínua. En l'actualitat, la quantitat total d'espècies experimenta una ràpida davallada.

### Evolució de la vida en la Terra
Article principal: Evolució

Arbre de la vida acceptat actualment

La vida, tal com s'entén generalment, només s'ha constatat que existeix al planeta Terra. L'origen de la vida encara és un procés poc conegut, però es creu que va aparèixer ara fa entre uns 3.900 i 3.500 milions d'anys, durant els eons de l'hadeà o arqueà, en què la Terra tenia unes condicions ambientals substancialment diferents de les actuals. Aquestes formes vitals primigènies ja posseïen els trets bàsics d'autoreplicació i de transmissió hereditària. Una vegada la vida va aparèixer, el procés d'evolució, segons sembla mitjançant la selecció natural, va generar la formació de formes de vida diverses.
Les espècies que han estat incapaces d'adaptar-se als canvis ambientals i a la competència d'altres formes de vida s'han extingit. Tot i això, el registre fòssil ha guardat indicis de moltes d'aquestes espècies antigues. Els fòssils i l'ADN confirmen que totes les espècies existents formen part d'algun llinatge que enllaça amb les formes de vida primerenques.
Que les formes més bàsiques de vida vegetal comencessin a fer la fotosíntesi va ser clau per a la creació d'unes condicions que fessin possible el desenvolupament de formes de vida més complexes. L'oxigen resultant del procés es va acumular a l'atmosfera i va donar lloc a la capa d'ozó. La relació de simbiosi entre cèl·lules petites i d'altres de més grans va permetre el desenvolupament de cèl·lules encara més complexes, anomenades eucariotes. Les cèl·lules es van agrupar en colònies i es van començar a especialitzar cada vegada més per donar lloc a veritables organismes pluricel·lulars. Gràcies a la capa d'ozó, que absorbeix les radiacions ultraviolades nocives, la vida va colonitzar la superfície de la Terra.

### Els primers éssers vius
Article principal: Microorganisme

Escherichia coli
(augmentat 10.000 vegades).

Les primeres formes de vida que es desenvoluparen a la Terra van ser microbis, microorganismes d'una sola cèl·lula, de mida molt petita, per sota de la visió de l'ull humà. Foren els únics éssers vius que van existir fins a l'aparició dels organismes pluricel·lulars, ara fa uns mil milions anys. Els microbis inclouen els bacteris, els fongs, els archaea i els protists.
Aquestes formes de vida es poden trobar a tots els racons del planeta on hi ha aigua en estat líquid, fins i tot a l'interior de les roques. La seva capacitat reproductora és molt elevada, amb un cicle molt curt, i són molt prolífics. A més, tenen un índex de mutació molt alt i poden fer una transferència horitzontal de gens Aquestes característiques els converteixen en uns éssers altament adaptables i capaços de sobreviure en ambients de nova aparició, incloent-hi l'espai exterior. Formen una part essencial de l'ecosistema planetari, tot i que cal destacar que alguns d'aquests microorganismes són patògens, és a dir, que són la font de moltes de les malalties d'altres organismes.

### Plantes
Article principal: Planta
La diferència entre la vida animal i la vegetal no és tan taxativa com pugui semblar, ja que hi ha alguns éssers vius que reuneixen característiques de tote dues categories. Aristòtil va dividir tots els éssers vius en plantes, que en general no es mouen, i animals, que sí que ho fan. En el sistema de Carl von Linné, aquests dos grans grups es van convertir en els regnes Vegetabilia (més tard Plantae) i Animalia. Des de llavors es va veure que el regne Plantae, tal com estava definit originalment, incloïa diversos grups sense cap relació, i es van separar els fongs i diversos grups d'algues per traslladar-los a uns regnes nous; tot i això, es continuen considerant plantes en alguns contextos. Pel que fa als bacteris, s'inclouen a vegades dins la flora, fins al punt que certes classificacions utilitzen els termes flora bacteriana i flora vegetal de manera separada.

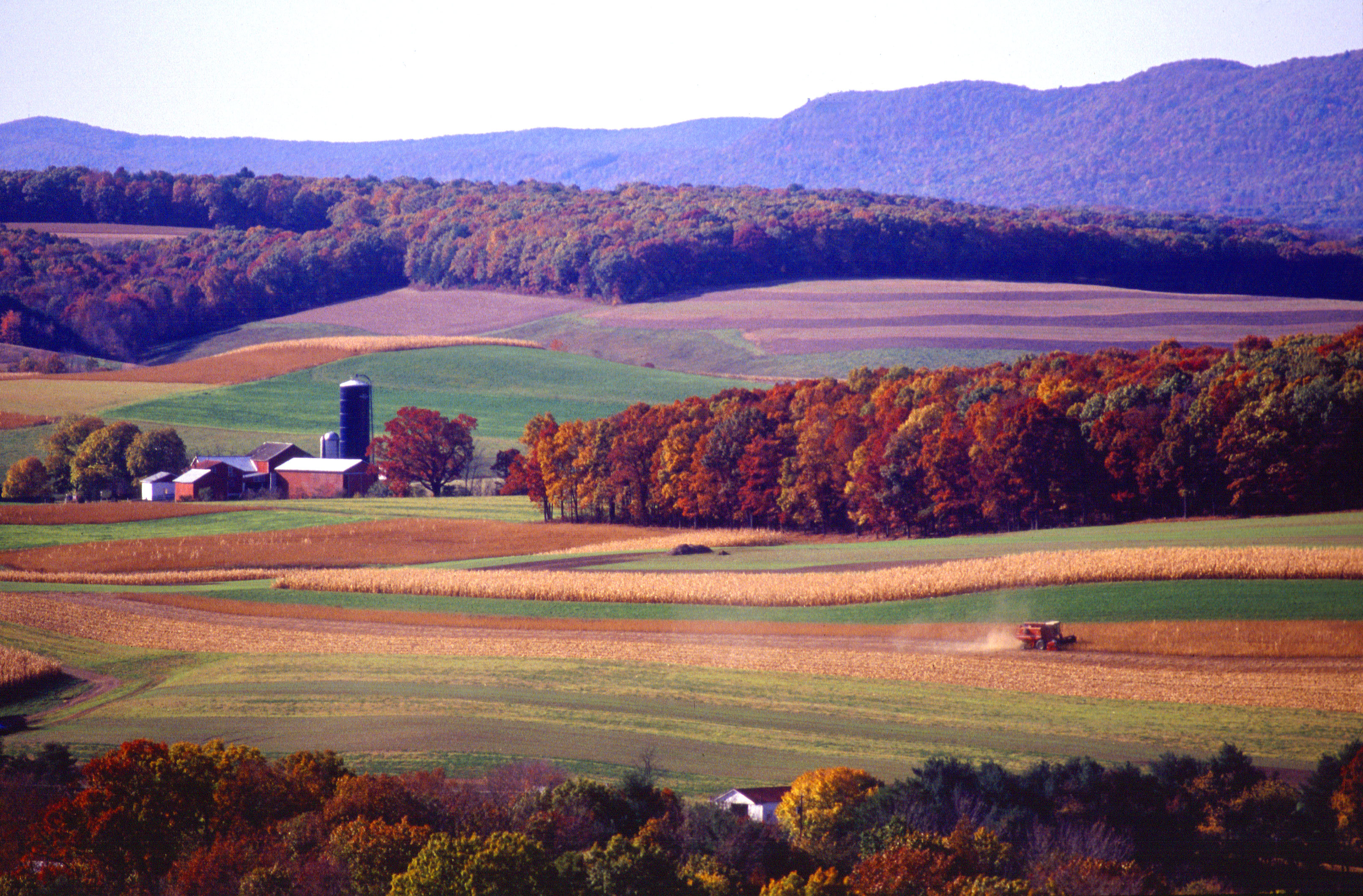
Un exemple de flora nativa i flora agrícola, la confluència del que és natural amb l'acció humana.

Una de les moltes maneres de classificar les plantes és per flores regionals, que, en funció dels objectius de l'estudi, poden incloure també la flora fòssil, les restes de vida vegetal del passat. Aquesta diversitat varia molt a causa de les diferències de climes i de la constitució del sòl.
La flora regional se sol dividir en subcategories com són flora nativa –la que apareix espontàniament–, flora agrícola i flora de jardí, que són les plantes que conrea l'home intencionadament. Algunes classes de flora nativa en realitat han estat introduïdes fa segles, per exemple, per emigrants que van viatjar d'una regió o continent a un altre, i amb el pas del temps s'han convertit en part de la flora nativa o natural del nou hàbitat. Aquest és un exemple més de com l'acció humana pot influir en el que es considera "natura".
Una altra categoria de plantes són les anomenades "males herbes". Encara que el terme ha perdut ús entre els botànics com una manera de designar les plantes "inútils", el seu ús informal, amb el qual s'assenyalen les plantes que destorben i que cal eliminar, il·lustra perfectament la tendència general de les persones, i de les societats en general, a pretendre alterar el curs de la naturalesa. De la mateixa manera, els animals se solen classificar amb denominacions com a animals domèstics, de granja, salvatges, plagues, etc., segons la relació que tinguin amb l'ésser humà.

### Animals
Article principal: Animal

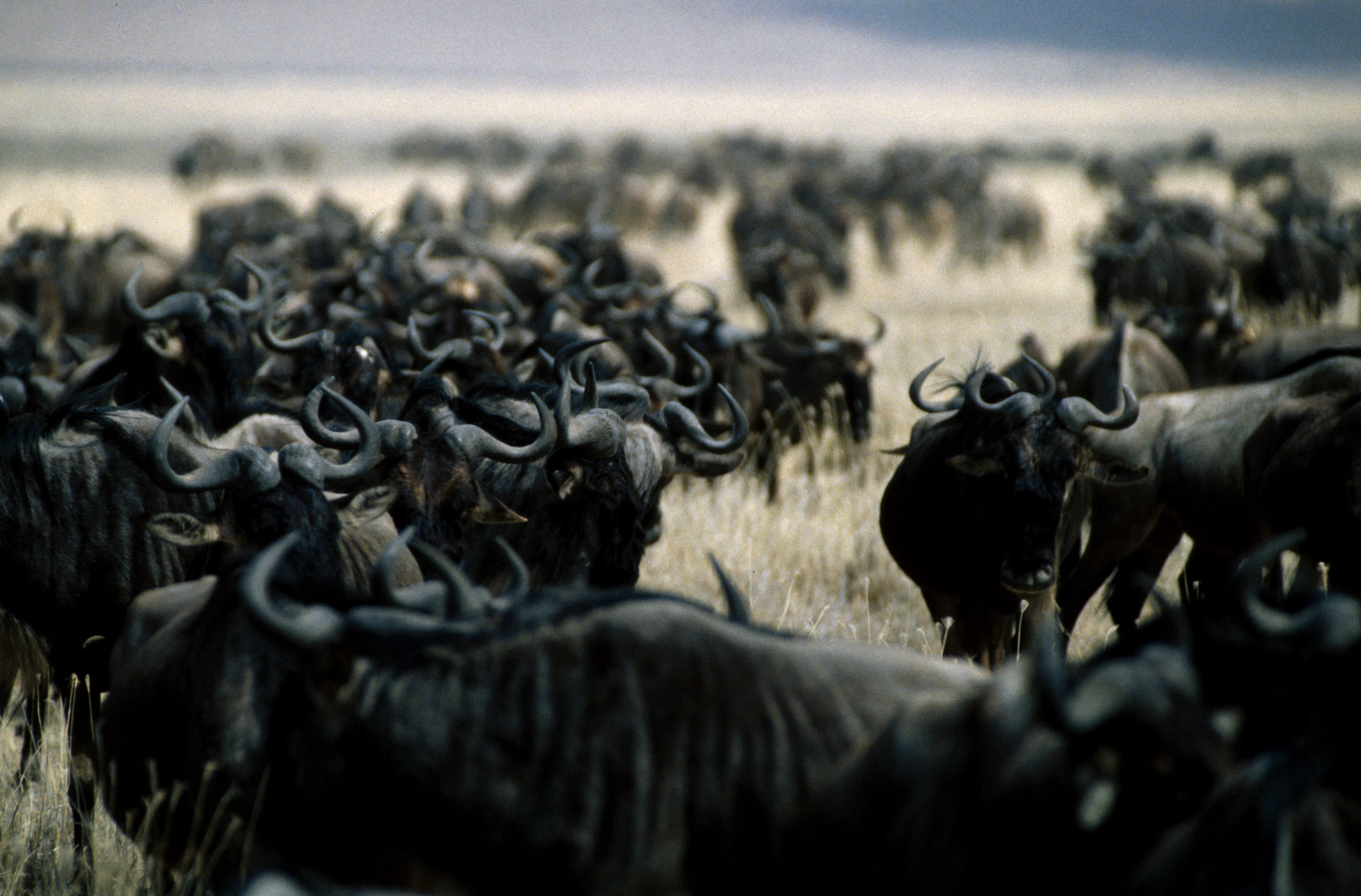
Un ramat de nyus a l'Ngorongoro, a Tanzània.

Els animals, com a gran categoria, tenen diverses característiques que els diferencien dels altres éssers vius. Els animals són eucariotes i normalment pluricel·lulars (però vegeu Myxozoa), cosa que els distingeix dels bacteris, els arqueus i la major part dels protists. Són heteròtrofs i generalment digereixen el menjar en un òrgan intern, la qual cosa els diferencia de les plantes i les algues. També es distingeixen de les plantes, les algues i els fongs perquè els manquen parets cel·lulars.
Amb unes quantes excepcions, especialment la de les esponges de mar (Porifera), els animals tenen un organisme compost per diversos teixits diferenciats, que comprenen músculs, capaços de contreure's i controlar la locomoció, i un sistema nerviós, que envia i processa senyals. En la majoria dels casos, tenen un aparell digestiu intern. Les cèl·lules eucariotes que tenen tots els animals estan envoltades per una matriu extracel·lular característica, composta per col·lagen i glicoproteïnes elàstiques, que es pot calcificar per formar estructures com les closques, ossos i espícules, en les quals la cèl·lula es desplaça i reorganitza durant el seu desenvolupament i maduració, i que contribueixen al suport de la complexa anatomia necessària per a la locomoció.

## Ecosistemes

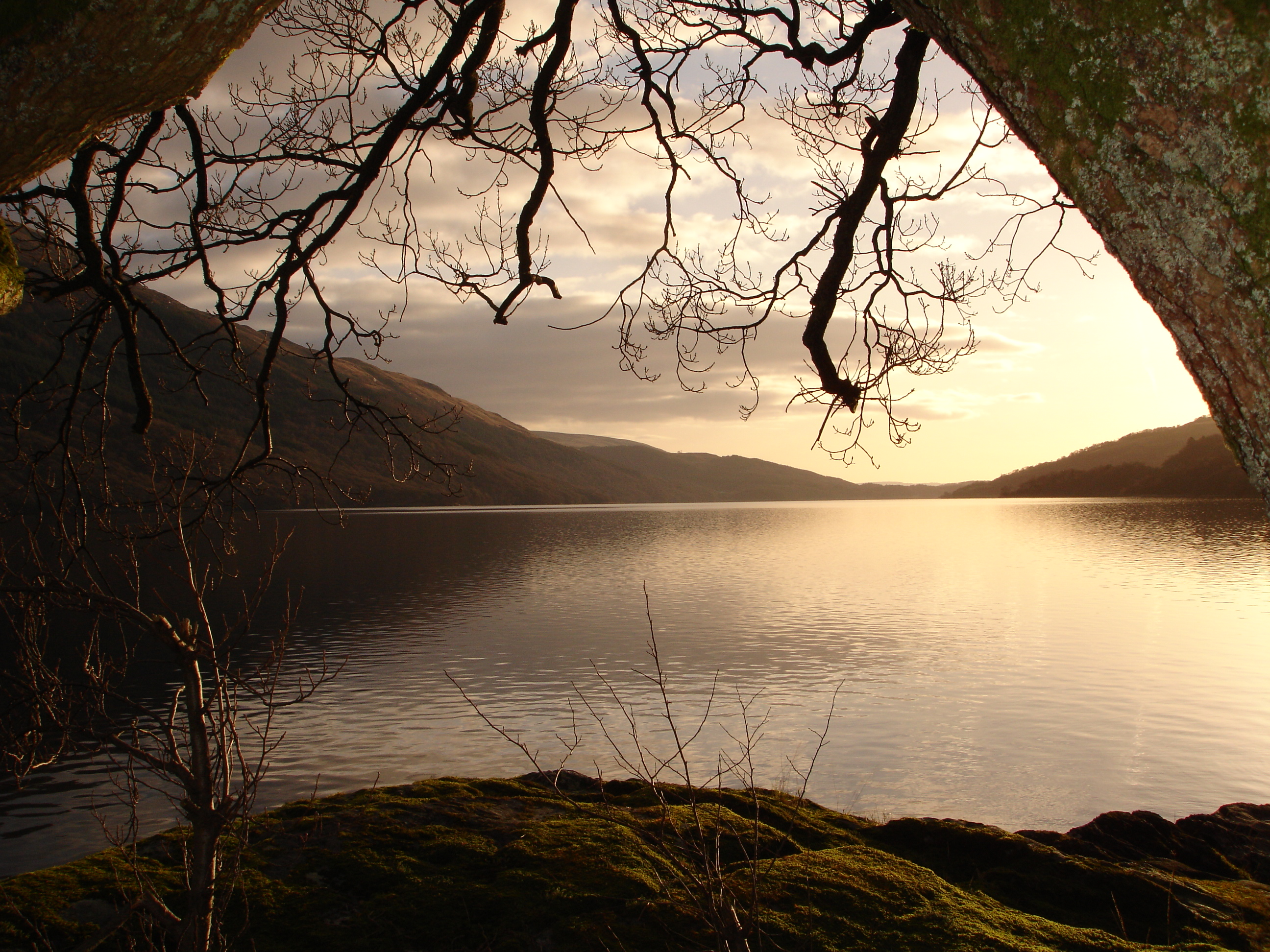
Lock Laomainn a Escòcia. Aquest llac forma un ecosistema relativament aïllat i la comunitat de peixos s'hi ha mantingut inalterada durant molt de temps.

Totes les formes de vida tenen la necessitat de relacionar-se, d'interaccionar amb l'entorn en què estan immerses, i també amb altres formes de vida. Al segle xx, aquesta premissa va donar lloc al concepte d'ecosistema, que es va començar a desenvolupar-se entre els anys 1920 i 1930, i que es pot definir com qualsevol situació en la qual hi ha una interacció entre organismes i el seu entorn. L'ecosistema és un sistema dinàmic relativament autònom, format per una comunitat natural i el seu ambient físic. El concepte té en compte les complexes interaccions entre els organismes (plantes, animals, bacteris, algues, protozous i fongs, entre d'altres) que formen la comunitat i els fluxos d'energia i materials que la travessen.
Els ecosistemes consten de factors biòtics i abiòtics que funcionen de manera interrelacionada. L'estructura i composició ve determinada per diversos factors ambientals que interaccionen. Les variacions d'aquests factors provoquen modificacions dinàmiques dins l'ecosistema. Alguns dels components més importants són: la terra, l'atmosfera, la radiació del sol, l'aigua i els éssers vius.
Cada organisme viu té una relació contínua amb cadascun dels altres elements que constitueixen el seu entorn. En l'ecosistema, les espècies es relacionen i depenen les unes de les altres, dins de l'anomenada cadena alimentària, es proveeixen serveis i s'intercanvien matèria i energia entre elles mateixes i amb el seu entorn.

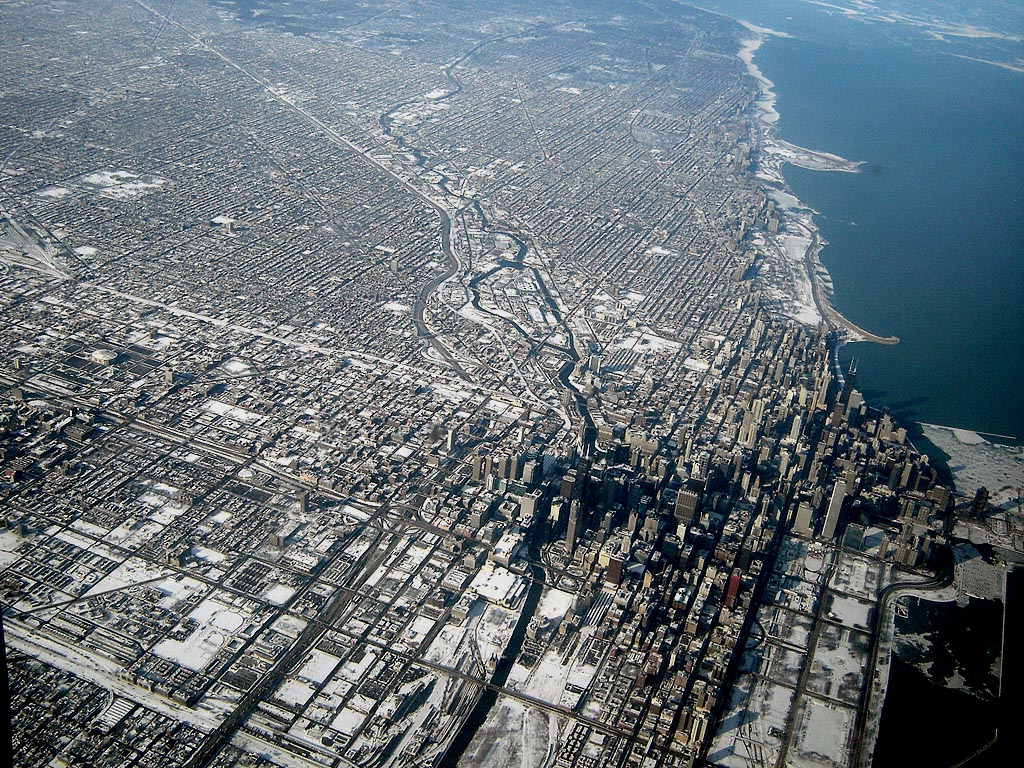
Una vista aèria d'un ecosistema humà, la ciutat de Chicago.

Totes les espècies tenen límits de tolerància als factors que afecten la seva supervivència, el seu èxit reproductiu i la seva capacitat de continuar creixent i interaccionant de manera sostenible amb la resta del seu entorn. Així mateix, les espècies poden influir en aquests factors, les conseqüències dels quals poden estendre's a moltes altres espècies o fins i tot a la totalitat de la vida. El concepte d'ecosistema és, per tant, un objecte d'estudi important, ja que l'esmentat estudi proporciona la informació necessària per prendre decisions sobre com la vida humana pot interaccionar de manera que permeti als ecosistemes variats un creixement sostingut amb vista al futur, en comptes d'espoliar-los. Per a aquest estudi es pren una unitat més petita anomenada microecosistema. Per exemple, un ecosistema pot ser una pedra amb tota la vida que allotja; un macroecosistema podria comprendre una ecoregió sencera, amb la seva conca hidrogràfica.
Alguns ecosistemes són sotmesos actualment a un estudi més intensiu. Són els:
- Ecosistemes continentals. Per exemple, els del bosc, el del prat –com estepes i sabanes–, o ecosistemes agraris.
- Ecosistemes d'aigües interiors. Se subdivideixen en sistemes lèntics, que corresponen als llacs i estanys, i els lòtics, que fan referència als rius.
- Ecosistemes oceànics.

Els grups regionals de plantes i animals molt ben adaptats a les condicions ambientals d'una determinada zona es coneixen com a biomes. Finalment, una organització molt ampla, avui sota estudi i anàlisi, i també subjecte a discussions sobre la seva natura i validesa, és la que contempla el conjunt complet de la vida existent entesa, fent una analogia, com un gran organisme independent. És una teoria que es coneix com a ciències de la Terra, o menys formalment, com la hipòtesi Gaia.

## Interacció amb l'ésser humà

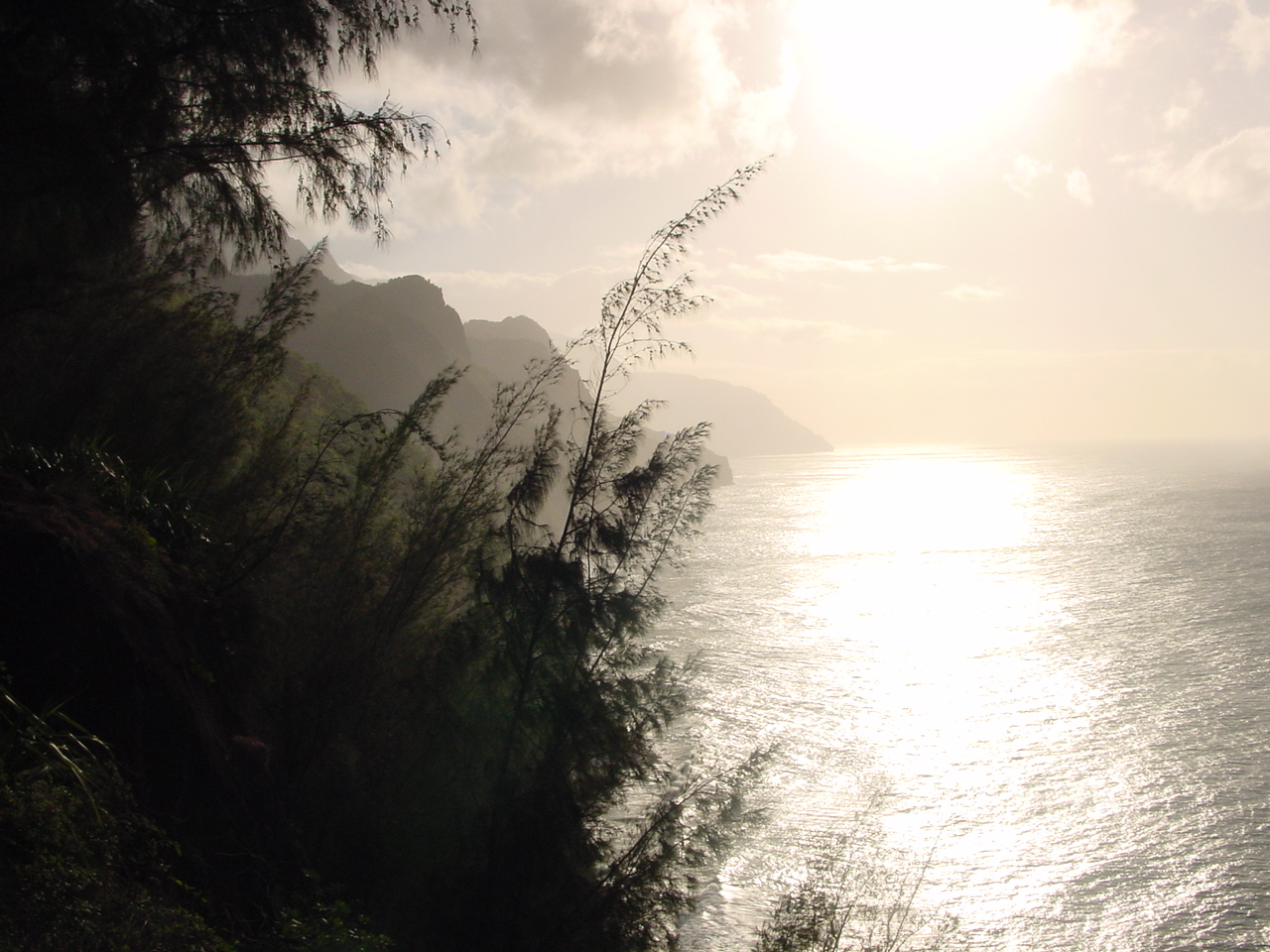
En valls aïllades al llarg de la costa Na Pali, a Hawaii, hi viuen tribus que alteren molt poc la natura que les envolta.

Encara que els éssers humans actualment representen, aproximadament, només un 0,5% de la biomassa total de la Terra, l'efecte de la seva activitat sobre la natura és desproporcionadament gran. A causa de l'abast de la influència humana, els límits entre el que es considera natura i el que són ambients creats per l'home no són clars, excepte als pols. I fins i tot als pols, la quantitat d'ambient natural que està lliure de tota influència humana disminueix actualment a un ritme cada vegada més ràpid, o, segons alguns, ja ha desaparegut. De fet, l'espècie humana és l'única que modifica conscientment l'entorn per adaptar-lo a les seves necessitats, en comptes de canviar ella per assumir els canvis de l'ambient.
El desenvolupament de la tecnologia per la humanitat ha permès una major explotació dels recursos naturals i ha ajudat a pal·liar una part dels riscos que generen els perills naturals. Malgrat aquest progrés, tanmateix, el destí de la civilització humana està estretament lligat als canvis en el medi ambient. Existeix un complexíssim sistema de retroalimentació entre l'ús de la tecnologia avançada i els canvis en el medi ambient, que només ara s'estan començant a entendre, i molt lentament.
Les amenaces que l'activitat humana ha generat sobre la natura inclouen l'elevada contaminació i la desforestació, amb desastres com són, per exemple, els vessaments de petroli o els grans incendis forestals causats per curtcircuits o negligències. Els humans estan contribuint a l'extinció de moltes espècies de plantes i animals a través de la destrucció dels seus hàbitats o de la caça i la pesca massiva.
Els humans fan servir la naturalesa per a activitats tant econòmiques com de lleure. L'obtenció de recursos naturals per a l'ús industrial sempre roman una part essencial del sistema econòmic mundial. Algunes activitats, com la caça i la pesca, s'utilitzen tant per necessitats econòmiques com per al lleure. L'aparició de l'agricultura tingué lloc al voltant del mil·lenni IX aC, i, observant l'evolució de la producció d'aliments i d'obtenció d'energia, no hi ha dubte que la naturalesa és i ha estat el principal factor de la riquesa econòmica. Igualment, la natura és font d'ingressos pel turisme, ja que els paisatges considerats exòtics o bells atreuen els viatgers.
Els primers humans recollien materials de les plantes sense cap mena de conreu, i les feien servir per menjar i com a remei per a la salut, aprofitant les seves propietats medicinals. Posteriorment el desenvolupament de l'agricultura potencià i modificà aquest ús de les plantes. La neteja d'àmplies superfícies de terra per fer possible collites més grans ha portat a una reducció significativa de la quantitat disponible de boscos i pantans, cosa que ha ocasionat la pèrdua d'hàbitat per a moltes espècies de plantes i animals; a més a més, s'han propiciat unes condicions favorables a l'erosió del terreny.
Durant l'edat mitjana, en els estaments més baixos de la societat, la natura ho era tot, i passava com a única herència de pares a fills. Encara que el noble o eclesiàstic no la treballés directament, en depenia tant o més. La natura era, a més, l'avantsala de la veritat de Déu, del món real que s'amaga sota l'aparença superficial de les coses.

### Zones salvatges

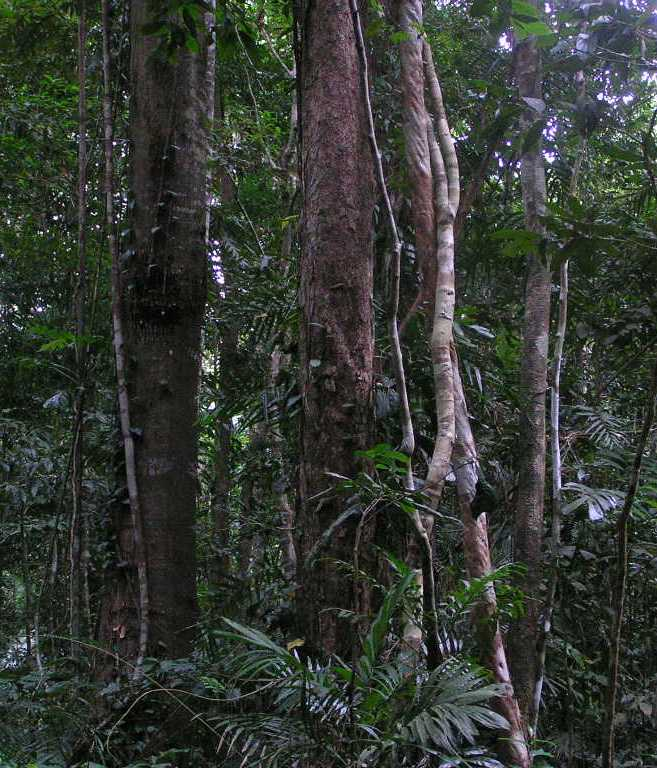
El Daintree Rainforest, una zona salvatge de Queensland, Austràlia.

S'aplica el qualificatiu de "salvatge" a quelcom que es troba en un estat purament natural, sense cap tipus d'influència humana; en aquest sentit es fa servir també el terme "verge". Una zona salvatge o verge és un entorn natural de la Terra que no ha estat modificat per l'acció de l'home. Els ecologistes consideren que les àrees verges són una part de l'ecosistema natural del planeta, de la biosfera.
La paraula "salvatge" evoca la noció d'animalitat, en altres paraules, d'allò que no és controlable pels humans i l'expressió "zona verge" evoca immediatament la idea de quelcom que no coneix l'acció de l'home, que encara és desconegut. Tot i així, cal relativitzar el concepte i es pot entendre que la presència o activitat humana no necessàriament implica que una zona deixi de ser verge. Alguns ecosistemes que estan, o han estat, habitats o influïts per les activitats humanes poden considerar-se com a verges quan els processos naturals discorren sense interferències humanes notòries.

### La perspectiva artística

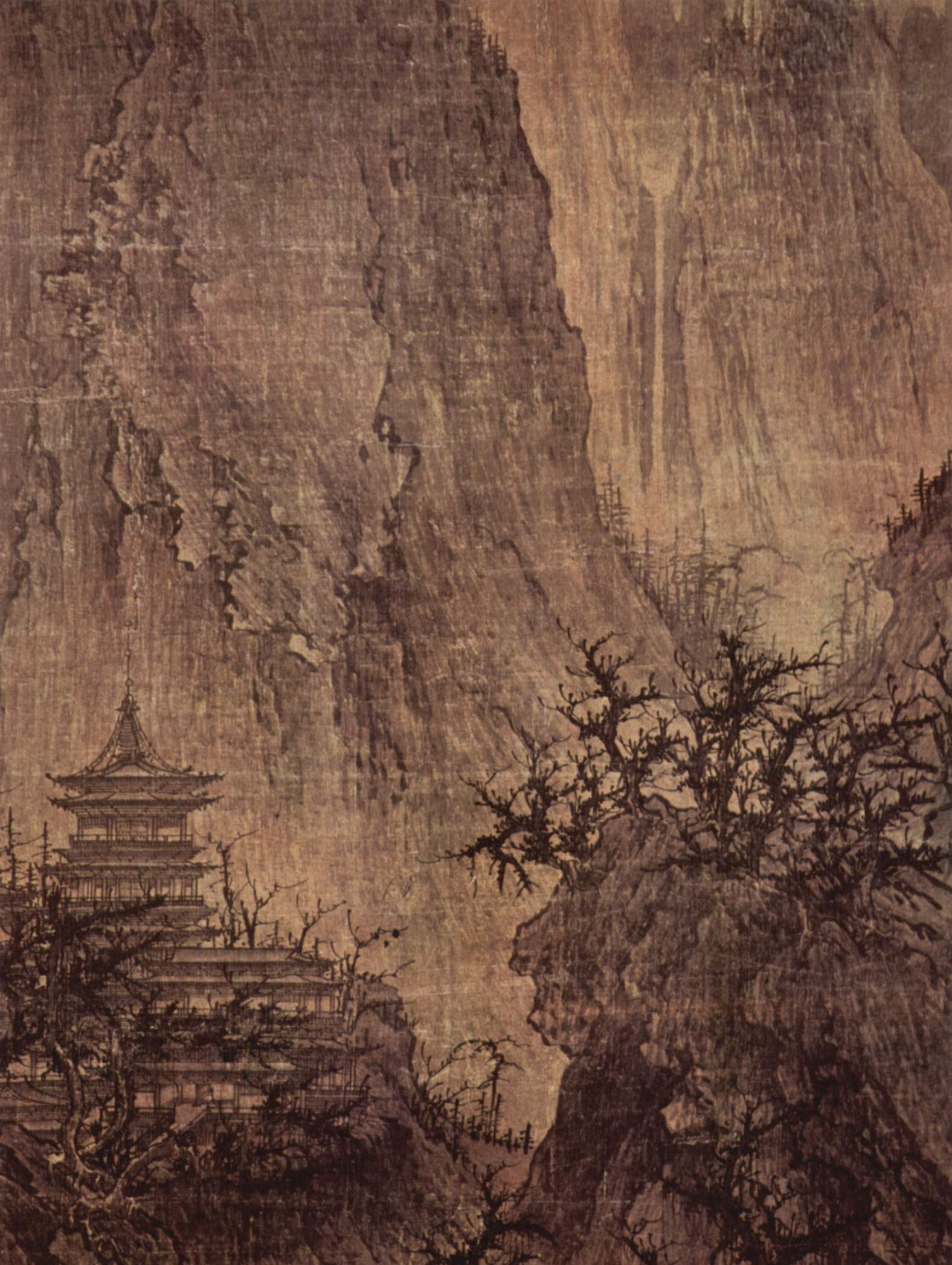
Pintura xinesa

Mirat a través de la lent de les arts visuals, la natura salvatge ha estat un tema important en diverses èpoques de la història universal. Una primera tradició d'art paisatgístic es desenvolupava a la Dinastia Tang (618-907); la tradició de representar natura tal com és es convertia en un dels propòsits de la pintura xinesa i significà una influència important dins l'art asiàtic. Els artistes aprenien a descriure muntanyes i rius "des de la perspectiva de la natura global i sobre la base de la comprensió de les lleis de la natura... com si fos vist a través dels ulls d'un ocell."
Al món occidental, la idea de la naturalesa salvatge com un valor intrínsec va aparèixer al segle xix, especialment en les obres dels artistes del Romanticisme. Artistes britànics com John Constable i Joseph Mallord William Turner es van dedicar a plasmar la bellesa del món natural en els seus quadres. Abans, les pintures havien estat sobretot representacions d'escenes religioses o d'éssers humans. La poesia de William Wordsworth descriu les meravelles del món natural, que abans es veia com un lloc amenaçador. Cada vegada més, la valoració de la naturalesa s'anà convertint en un valor important dins la cultura occidental.

### La bellesa a la natura

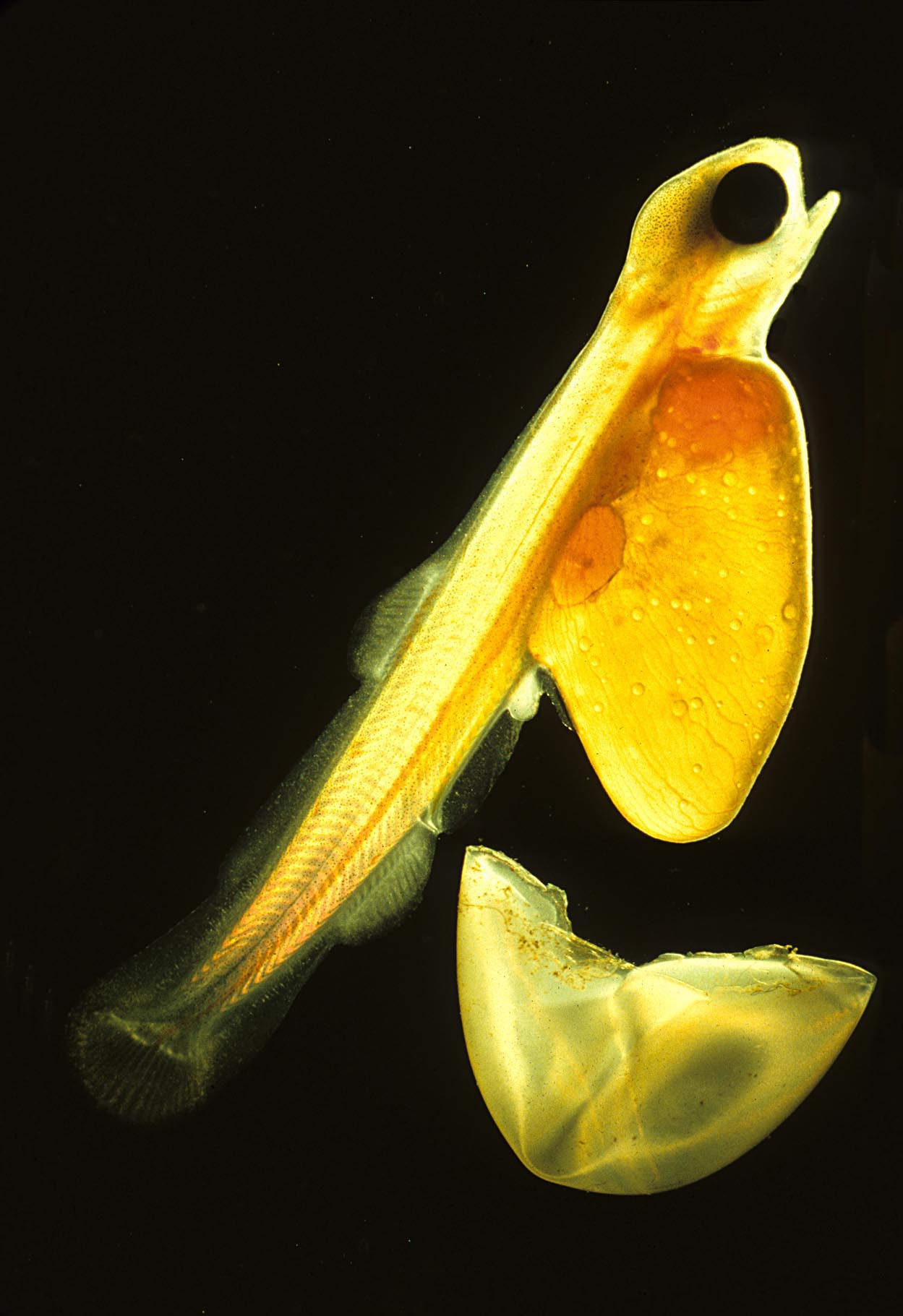
Eclosió d'un ou de salmó.
Natura i naixement.

La bellesa de la naturalesa és un tema recurrent en la vida moderna i en l'art: els llibres que l'enalteixen omplen grans prestatgeries a les biblioteques i llibreries. Aquesta cara de la naturalesa, que l'art (fotografia, pintura, poesia, etc.) ha retratat i elogiat en moltes ocasions, revela la força amb què moltes persones associen naturalesa amb bellesa. El perquè de l'existència d'aquesta associació i en què consisteix aquesta constitueixen el camp d'estudi de l'estètica, una branca de la filosofia. Per la religió, la bellesa s'explica perquè és creació de Déu i, per tant, perfecta. Moltes cultures tenen una imatge de la natura com plena de divinitat, o identificada directament amb la divinitat (panteisme).
Més enllà de certes característiques bàsiques de la naturalesa, en la bellesa de les quals coincideixen força filòsofs, hi ha una gran diversitat d'opinions. Molts científics, que estudien la naturalesa de forma més específica i organitzada, també comparteixen la idea que la naturalesa és bonica. El matemàtic francès Henri Poincaré (1854-1912) va dir:
"El científic no estudia la naturalesa perquè és útil, sinó perquè s'hi delecta, i s'hi delecta perquè és bella.
Si la natura no fos bonica, no valdria la pena conèixer-la, i si no valgués la pena conèixer-la, tampoc no valdria la pena viure. Sens dubte, no em refereixo aquí a la bellesa que estimula els sentits, la de les qualitats i les aparences; no és que la infravalori, en absolut, sinó que aquesta no té res a fer amb la ciència. Em refereixo a la bellesa més profunda, la que procedeix de l'ordre harmoniós de les parts i que una intel·ligència pura pot captar."
Una idea clàssica de la bellesa en l'art involucra la paraula «mimesi», és a dir, la imitació de la natura. En el domini de les idees sobre la bellesa de la natura, el que és perfecte evoca la simetria, la divisió exacta i altres fórmules i nocions matemàtiques perfectes. L'artista s'inspira, doncs, en la perfecció natural i intenta reproduir-la en les seves obres (almenys en l'art figuratiu).

## Matèria i energia
Articles principals: Física, Matèria i Energia
Alguns camps de la ciència veuen la natura com a "matèria en moviment", obeint certes lleis naturals que la ciència s'encarrega de descobrir i entendre. Per aquesta raó la ciència més fonamental s'anomena «física», terme en el qual encara es pot reconèixer el sentit inicial de l'estudi de la natura.
Se sol definir la matèria com la substància de què es componen els objectes físics, i que constitueix l'Univers observable. Segons la teoria de la relativitat especial, no existeix cap distinció inalterable entre matèria i energia, ja que la matèria es pot convertir en energia, i viceversa. Actualment es creu que els components visibles de l'Univers constitueixen únicament un 4 per cent de la massa total, i que la resta consisteix en un 23 per cent de matèria fosca i un 73 per cent d'energia fosca. La naturalesa exacta d'aquests components és encara desconeguda i és una temàtica que els físics continuen a estudiar.
El comportament de la matèria i l'energia de l'Univers observable sembla correspondre's amb lleis físiques ben definides. Aquestes s'han emprat per crear models cosmològics que expliquen satisfactòriament l'estructura i l'evolució de l'Univers que es pot observar. Les expressions matemàtiques de les lleis físiques empren un conjunt de vint constants físiques que, a través de l'Univers observable, semblen estàtiques.

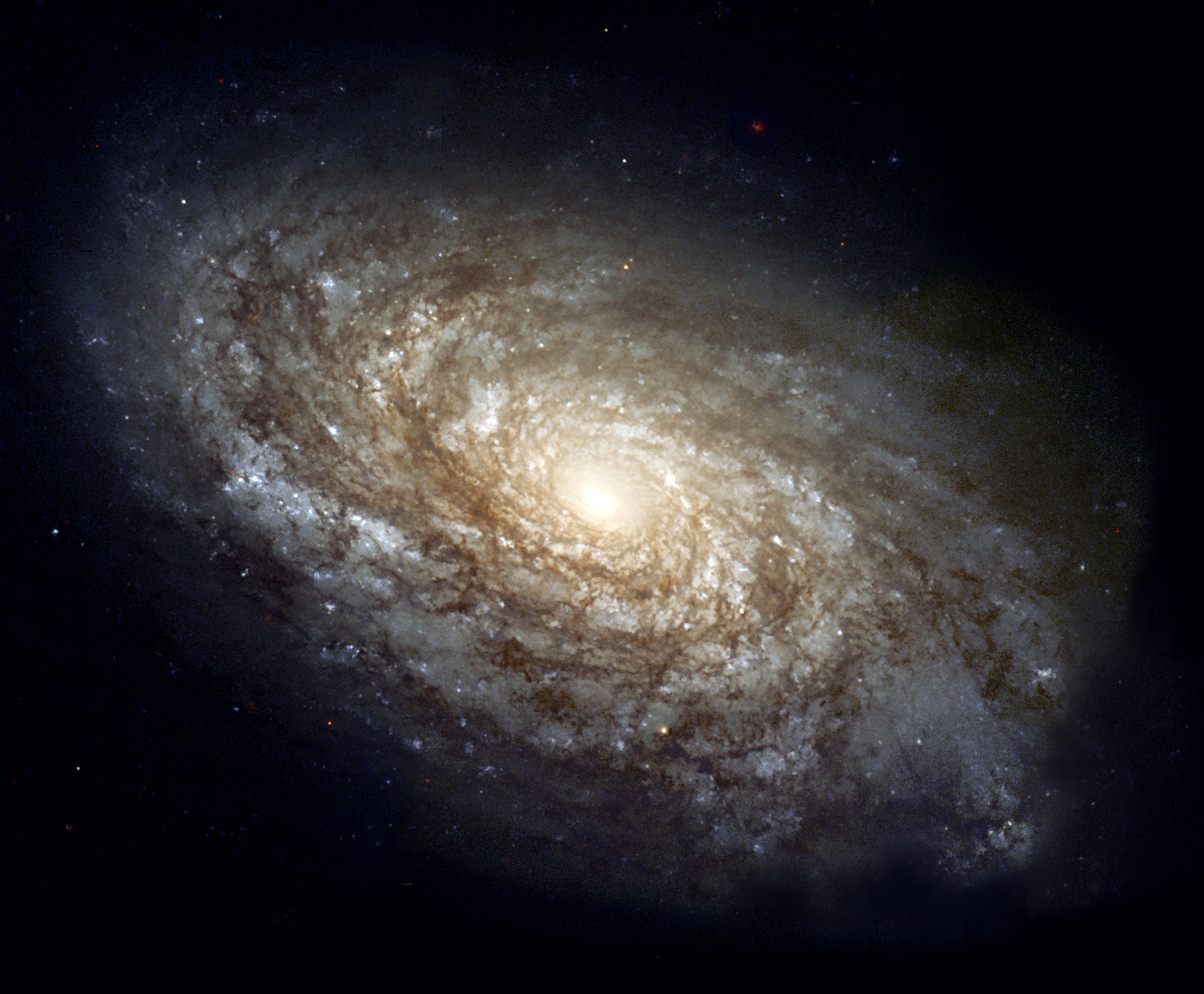
NGC 4414, una típica galàxia espiral en la constel·lació Coma Berenices.

## Més enllà de la Terra
Articles principals: Espai exterior i Univers
Vegeu també: Vida extraterrestre
L'espai exterior, també anomenat simplement "espai", es refereix a les regions relativament buides de l'Univers fora de les atmosferes dels cossos celestials. S'afegeix l'adjectiu "exterior" per distingir-lo de l'espai "interior" de la Terra, l'espai aeri. No existeix cap límit definit entre l'atmosfera terrestre i l'espai, ja que aquesta es va atenuant gradualment a mesura que augmenta l'altitud. L'espai còsmic ubicat dins dels límits del sistema solar es coneix com a espai interplanetari, i el límit amb l'espai interestelar és el que es coneix com a heliopausa.
Encara que l'espai exterior és de per si molt ampli, no és buit. En ell existeixen, encara que repartides de manera molt dispersa, diverses dotzenes de molècules orgàniques, la radiació còsmica de fons generada amb la gran explosió del big-bang, i els rajos còsmics que inclouen nuclis atòmics ionitzats i diverses partícules subatòmiques. També hi ha una mica de gas, plasma, pols còsmica i petits meteors. A més, els éssers humans han deixat restes de la seva activitat en l'espai exterior, a través de materials procedents dels llançaments tripulats i no tripulats. A tots aquests objectes se'ls anomena «escombraries espacials» i constitueixen un risc potencial per les naus espacials. Part d'aquesta runa reingressa a l'atmosfera periòdicament.
El planeta Terra és actualment l'únic cos celeste en què es coneix l'existència de vida. Tanmateix, les recents troballes suggereixen que, en un passat llunyà, el planeta Mart tenia masses d'aigua líquida a la superfície. Durant un breu període en la història de Mart, podria haver estat capaç d'allotjar vida. Tanmateix, en l'actualitat la major part de l'aigua de Mart està congelada. Si tot i així existís vida a Mart, el més probable és que estigués situada sota terra, on encara hi podria haver aigua líquida.
Les condicions existents als altres planetes tel·lúrics, Mercuri i Venus, semblen massa hostils perquè s'hi pugui desenvolupar la vida tal com es coneix. Tanmateix, s'ha conjecturat que Europa, la quarta lluna més gran de Júpiter, pugui posseir un oceà subterrani d'aigua líquida i, en aquest cas, seria possible que hi hagués vida.
Darrerament, l'equip de Stéphane Udry ha descobert un planeta extrasolar nou anomenat Gliese 581 c, que orbita l'estrella nana roja Gliese 581, i que sembla ocupar la zona habitable de l'espai que envolta l'estrella. Tenint en compte aquestes dades, és possible que s'hi hagués desenvolupat algun tipus de vida.